# La Nuit de décembre (film)
Pour l’article homonyme, voir La Nuit de décembre (Musset).
Pour plus de détails, voir Fiche technique et Distribution.
La Nuit de décembre est un film français réalisé par Kurt Bernhardt en 1939 et sorti en 1941.

## Synopsis
En 1939, un grand pianiste virtuose, Pierre Darmont, s'intéresse à une jeune femme dont l'émouvante beauté lui rappelle une aventure d'un soir survenue vingt années auparavant. Il apprend que cette jeune femme, Hélène est déjà en "couple" mais avec un homme tyrannique qui l'empêche de vivre l'amour.
Le passé rattrape leurs futurs commun et la fin mériterait que vous vous y consacriez...
Film visionné pour pouvoir vous y guider[style à revoir].

## Fiche technique
- Titre : La Nuit de décembre[1]
- Titre alternatif : Nuit de décembre
- Réalisation : Curtis Bernhardt
- Scénario : Hans Jacoby (sous le nom de Jean Jacot) et André Legrand, d'après le roman de Bernhard Kellermann
- Dialogues : Bernard Zimmer
- Assistant réalisateur : André Michel
- Directeur de la photographie : Jean Isnard
- Musique : Ludwig van Beethoven, Franz Liszt, Frédéric Chopin et Hector Berlioz ; musique additionnelle : Marcel Delannoy
- Direction musicale : Maurice Jaubert
- Décors : Henri Ménessier et Jean d'Eaubonne
- Montage : Myriam
- Pays d'origine :  France
- Format : Noir et blanc - 35 mm - 1,37:1 - Mono (Western Electric Recording)
- Genre : Mélodrame
- Durée : 76 minutes
- Date de sortie : 
  - France - 27 février 1941

## Distribution
- Pierre Blanchar : Pierre Darmont
- Renée Saint-Cyr : Mme Morris et Hélène
- Gilbert Gil : Jacques Morel[2]
- Jean Tissier : Camille
- Marcel André : James Morris
- Bernard Blier : Édouard
- Pearl Argyle : Betty
- Marcel Pérès : le chauffeur du prince
- Maurice Jaubert : le chef d'orchestre en 1939
- Marcel Delannoy : le chef d'orchestre en 1919
- Serge Reggiani : un enfant